# Matteo Mancuso
Matteo Mancuso (nascido em 22 de novembro de 1996, em Palermo) é um guitarrista e compositor italiano, que atua nos gêneros jazz e rock. Ele se destaca por utilizar uma técnica de mão direita inspirada no flamenco e no violão clássico, adaptada à guitarra elétrica, além de improvisar solos sem usar palheta.  Sua abordagem inovadora já foi reconhecida por músicos como Steve Vai, Al Di Meola e Joe Bonamassa, que o consideram um dos principais nomes da guitarra elétrica contemporânea.
No ano de 2023, Mancuso lançou seu álbum de estreia, intitulado The Journey.

## Biografia
Natural de Palermo, Mancuso começou a estudar guitarra aos dez anos, tendo como mentor seu pai, Vincenzo, também guitarrista e produtor musical. Aos onze anos, já fazia suas primeiras apresentações públicas.
Em 2017, após se destacar no Umbria Jazz Festival, conquistou uma bolsa de estudos para a Berklee College of Music, em Boston.  Posteriormente, graduou-se com louvor em guitarra jazz pelo Conservatório de Palermo.

## Carreira
Em 2009, aos doze anos, participou do Castelbuono Jazz Festival, na Sicília.Mais tarde, marcou presença em eventos internacionais como o NAMM Show em Anaheim (2019 e 2024), o Asia International Guitar Festival em Bangkok e o Hard Rock Guitar Battle em Pattaya. Além disso, ministrou workshops em cidades como Moscou, São Petersburgo e Perm.
Em 2017, fundou o trio SNIPS, ao lado de Salvatore Lima (bateria) e Riccardo Oliva (baixo), com foco em jazz fusion e conhecido por releituras de standards e composições autorais. Em 2020, criou o Matteo Mancuso Trio, com Stefano India (baixo) e Giuseppe Bruno (bateria).
Em 2022, foi convidado por Al Di Meola para o Eddie Lang Jazz Festival e tocou com a banda italiana PFM no Estival Jazz de Lugano.Em 2024, foi artista convidado no acampamento "Vai Academy 7.0" de Steve Vai em Orlando, Flórida.

## Estilo
Mancuso utiliza uma técnica de mão direita baseada nos dedos indicador e médio, semelhante à do violão clássico e do flamenco, dispensando o uso de palheta. Ele é considerado um virtuose por músicos como Al Di Meola, Steve Vai, Joe Bonamassa, Tosin Abasi e Trevor Rabin.

## Discografia
| Año  | Título                               | Tipo             | Sello              |
| ---- | ------------------------------------ | ---------------- | ------------------ |
| 2022 | The Event – Live in Lugano (con PFM) | Álbum en vivo    | PFM                |
| 2023 | The Journey                          | Álbum de estudio | Mascot Label Group |